# Śmiertelna poświata
Śmiertelna poświata (oryg. Blue Sunshine) – amerykański niezależny film fabularny, niskobudżetowy horror z 1978 roku. 

## Fabuła
Dziesięć lat po studenckich eksperymentach z narkotykami grupa byłych hippisów z Los Angeles zaczyna zagrażać innym ludziom. Tylko jeden z członków dawnej „paczki” zachowuje rozsądek i próbuje wyjaśnić przerażającą tajemnicę.

## Obsada
- Zalman King jako Jerry Zipkin
- Mark Goddard jako Edward Flemming
- Brion James jako Tony
- Robert Walden jako David Blume
- Deborah Winters jako Alicia Sweeney
- Alice Ghostley jako Sąsiadka O'Malleya
- Bill Adler jako Billy Nolan
- Jim Storm jako Tommy
- Charles Siebert jako Detektyw Clay
- Stefan Gierasch jako Porucznik Jennings